# Сельское поселение Восточный
Сельское поселение Восточный — муниципальное образование в Большечерниговском районе Самарской области.
Административный центр — посёлок Восточный.

## Административное устройство
В состав сельского поселения Восточный входят:
- посёлок Восточный,
- посёлок Верхние Росташи,
- посёлок Полянский,
- посёлок Устряловский.